# Jázmin Kropkó
Jázmin Kropkó (2009) es una deportista húngara que compite en acuatlón. Ganó una medalla de bronce en el Campeonato Mundial de Acuatlón de 2025 y una medalla de plata en el Campeonato Europeo de Acuatlón de 2025.

## Palmarés internacional
| Campeonato Mundial | Campeonato Mundial  | Campeonato Mundial | Campeonato Mundial |
| Año                | Lugar               | Medalla            | Prueba             |
| ------------------ | ------------------- | ------------------ | ------------------ |
| 2025               | Pontevedra (España) | Medalla de bronce  | Individual         |
| Campeonato Europeo |                     |                    |                    |
| Año                | Lugar               | Medalla            | Prueba             |
| 2025               | Pamplona (España)   | Medalla de plata   | Individual         |